# Хімічний завод в Торренсвіллі
Хімічний завод в Торренсвіллі – колишній виробничий майданчик у австралійському місті Аделаїда.
Успіх проекту мельбурнського хімічного заводу в Ярравілі, яким опікувалась компанія Cuming Smith & Co., спонукав розширити діяльність на сусідній штат Південна Австралія, чим зайнявся один з синів засновника Cuming Smith & Co. через компанію Adelaide Chemical Works Company (з 1904-го була перетворена на Adelaide Chemical and Fertiliser Company Ltd). Для розміщення виробництва обрали майданчику у Торренсвіллі (наразі в центральній частині Аделаїди), що почав роботу в 1882 році. За прикладом ярравільського заводу він передусім продукував цілий ряд кислот – сульфатну (шляхом спалювання сірки), нітратну та соляну кислоту (в ті часи їх зазвичай отримували реакцією сульфатної кислоти з нітратом натрію та хлоридом натрію відповідно), оцтову – і станом на кінець 1880-х міг випускати біля 700 тонн кислот на рік. 
З 1884-го в Торренсвіллі запустили продукування фосфорного добрива – суперфосфату, який первісно отримували шляхом обробки кісткового борошна сульфатною кислотою (при цьому більшість добрива на той час продавали для цукрових плантацій острова Ява). З 1898-го як фосфорну сировину почали використовувати фосфорити, що завозили з острова Різдва. В 1901-му прибула перша партія фосфоритів з острова Оушен, а невдовзі до постачальників цієї сировини приєдналась Флорида. Що стосується сірки, то тут головним постачальником виступала Сицилія.
У 1896-му узялись за перше велике розширення заводу, а після серії наступних модернізацій станом на 1917-й він міг щорічно випускати 25 тисяч тонн суперфосфату. Також майданчик забезпечував споживачів такими добривами як сульфат амонію, сульфат калію та супер-гуано (результат обробки гуано сульфатною кислотою).
З 1921-го фосфорити закуповували лише на островах Науру, Оушен та Різдва. Що стосується сульфатної кислоти, то з 1923-го виникла можливість отримувати її в готовому вигляді з цинкоплавильного заводу у Гобарті.
Вже наприкінці 1910-х років Adelaide Chemical and Fertiliser зустрілась зі зростаючою конкуренцією зі сторони Wallaroo-Mount Lyell Fertilisers (мала суперфосфатні заводи у Валлару та Біркенгеді), а потім і Cresco Fertilizers (випускала суперфосфат в Порт-Лінкольні, Валлару та Біркенгеді).
В 1932-му на тлі наслідків cвітової економічної кризи в Adelaide Chemical and Fertiliser вирішили зосередити все виробництво на майданчику в Порт-Аделаїда і в 1933-му завод у Торренсвіллі припинив роботу. В 1936 – 1938 роках споруди торренсвільського майданчику демонтували.